# 藤原長忠
藤原 長忠（ふじわら の ながただ）は、平安時代後期の貴族。藤原北家御堂流、内大臣・藤原能長の次男。官位は従三位・権中納言。

## 経歴
白河朝において、後三条天皇擁立に功のあった藤原能信の孫であった長忠は昇殿を聴され、従四位下・兵衛佐に叙任された。
堀河朝に入るとしばらく昇殿を止められるが、嘉保元年（1094年）昇殿を許され、康和3年（1101年）散位から権右中弁に抜擢される。以降は、康和4年（1102年）右中弁、康和5年（1103年）従四位上、長治3年（1106年）左中弁、天仁2年（1109年）右大弁と、弁官を務めながら昇進を重ねた。この間の嘉承2年（1107年）鳥羽天皇の即位に際して蔵人・藤原為房と共に奉行役を務めている。
天永2年（1111年）参議に任ぜられ公卿に列す。翌天永3年（1112年）には鳥羽・白河両院の昇殿を聴された。議政官として引き続き左右大弁を兼帯したほか、大蔵卿・勘解由長官も務め、この間の永久2年（1114年）正四位下、元永3年（1120年）従三位と昇叙されている。
保安3年（1122年）権中納言に進むが、任官から僅か4,5日にして子息の能忠の権右少弁任官と引き換えに辞職する。その後は大蔵卿のみを帯びた。
鳥羽院政期初頭の大治4年（1129年）10月5日に病のため出家。以降も重篤な状態が続き、11月3日薨去。享年73。

## 逸話
堀河院の御会にて、長忠は歌の題を選ぶよう命ぜられて「夢の後の郭公」という題を選んだ。しかし、「夢の後」とは後生を意味するとして不吉とされ、ほどなく堀河天皇は崩御する。この故実は「禁忌の詞を除きて、越度なきよう思慮すべき」を説く際に、「禁忌の詞」の一例として挙げられている（『十訓抄』）。

## 官歴
注記のないものは『公卿補任』による。
- 白河院御時：昇殿。兵衛佐。従四位下[1]
- 嘉保元年（1094年） 12月19日：昇殿、見前兵衛佐[4]
- 康和3年（1101年） 2月9日：権右中弁（直任、元散位、前兵衛佐）[5]
- 康和4年（1102年） 6月23日：右中弁[5]
- 康和5年（1103年） 7月25日：従四位上（興福寺供養行事賞）[5]
- 長治3年（1106年） 12月27日：左中弁[5]。12月28日：率分勾当・装束使[5]
- 嘉承2年（1107年） 正月：兼備中権介[5]
- 嘉承3年（1108年） 2月5日：修理左宮城使[5]
- 天仁2年（1109年） 正月22日：右大弁[5]
- 天永2年（1111年） 12月26日：参議、弁如元[5]
- 天永4年（1113年） 正月28日：兼越前権守
- 永久2年（1114年） 正月5日：正四位下（参議労）
- 永久3年（1115年） 8月13日：兼左大弁（宣命）、兼大蔵卿。12月16日：兼勘解由長官
- 永久5年（1117年） 正月19日：兼周防権守（弁労）
- 元永3年（1120年） 正月6日：従三位（参議労）
- 保安3年（1122年） 12月17日：権中納言。12月21日：大蔵卿如故、辞権中納言（以男能忠申任権右少弁）
- 大治4年（1129年） 10月5日：出家。11月3日：薨去

## 系譜
『尊卑分脈』による。
- 父：藤原能長
- 母：信子女王（清仁親王あるいは昭登親王の娘）
- 妻：藤原宗実の娘
  - 男子：藤原能忠（1098-1125）[5]
  - 男子：藤原顕能
- 生母不明の子女
  - 男子：円忠
  - 女子：藤原忠能室
  - 女子：藤原基隆室